# کامینگچک (شهرستان سوکوووف)
کامینگچک (به لهستانی:  Kamieńczyk) یک روستا در لهستان است که در گمینا ستردنگ واقع شده‌است.